# Мац Вадим Сергійович
Вадим Сергійович Мац (позивний Масон) — український військовослужбовець, волонтер, оператор БпЛА, учасник російсько-української війни.

## Життєпис
Народився 25 січня 1998 року на Харківщині. З дитинства дуже любив небо, мріяв стати пілотом цивільної авіації і йшов до своєї мети всупереч усьому. Після навчання в Кадетському корпусі та отримання юридичної освіти працював бортпровідником в авіакомпанії SkyUp, здобував другу вищу освіту в Льотній академії Національного авіаційного університету.     

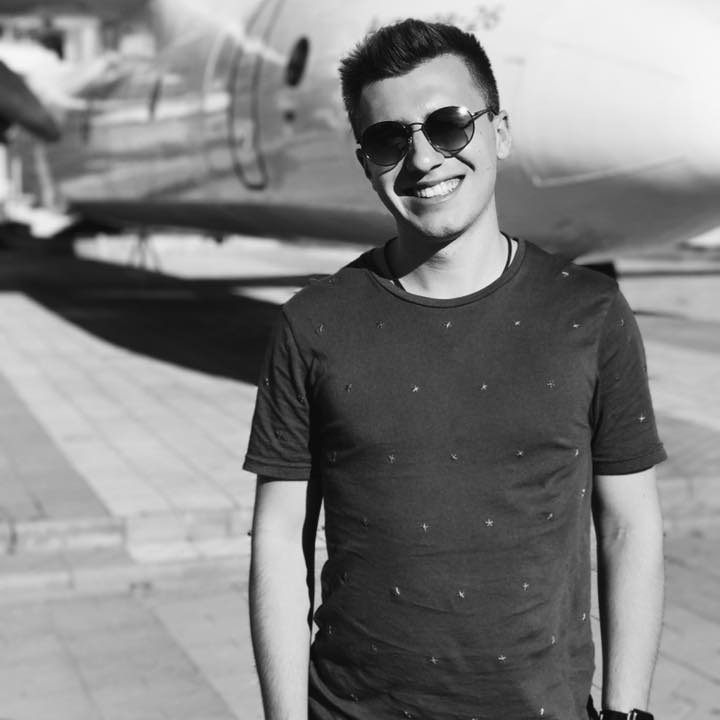
Вадим Мац на фоні літака

З початком повномасштабного вторгнення російських окупантів на територію України займався волонтерством. Пішов добровольцем на фронт і давав відсіч російській агресії, ставши оператором БПЛА. Одружений. Завжди посміхався, був душею колективу і допомагав тим, хто цього потребує. На жаль, мужній Воїн загинув через те, що в бліндаж влучила бомба.

### Вшанування пам'яті
Його загибель стала величезною трагедією для Його сім'ї та України. Вадим Мац нагороджений орденом «За мужність» II ступеню (посмертно).   
В інтерв'ю "Вони тримали небо" мова йде про загиблих дронарів, у тому числі про Вадима Маца. 
Він був добрим, патріотом, амбітним, сміливим і позитивним. 

### Захоплення
Вадим Мац захоплювався авіацією, займався спортом, подорожував. Допомагав тваринам. Намагався врятувати життя песика Хантера, тварина була поранена осколками.  

## Примітки

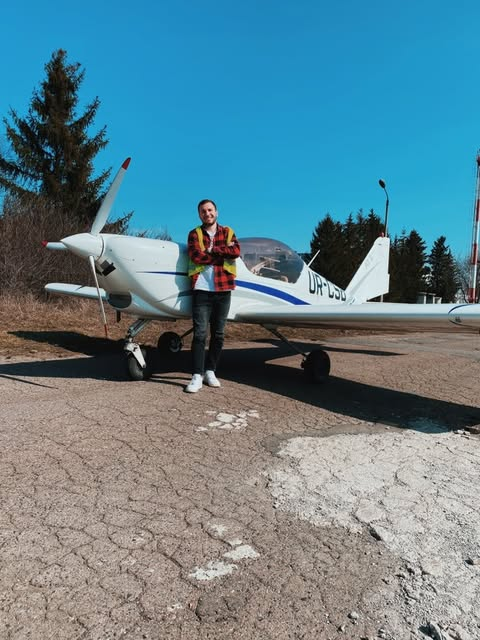
Любитель авіації

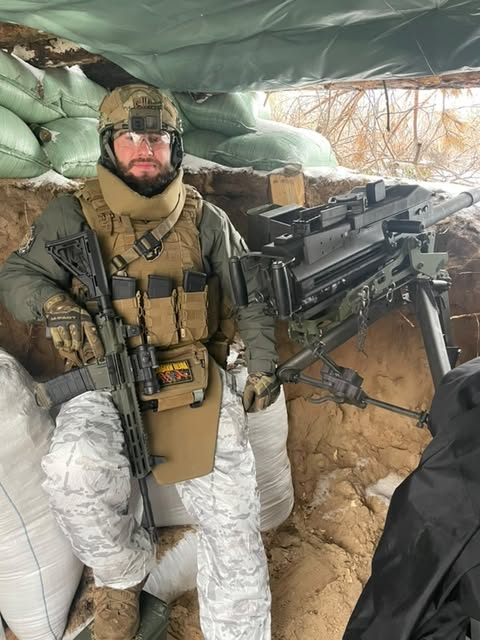
Вадим Мац в окопі